# Etický kodex
Etický kodex, též kodex chování (anglicky code of conduct) je pravidlo nebo dokument, který upravuje obecné i konkrétní postupy v jednotlivých organizacích a profesích. Svůj etický kodex mají např. lékaři (Hippokratova přísaha), právníci, novináři a další profese. Také některé organizace, sdružení nebo firmy mohou vytvářet kodex pro své zaměstnance, a to buď závazné (zaměstnanec může dostat při smlouvě kodex k podepsání a na základě jeho porušení mu hrozí výpověď), nebo nezávazné (jejich dodržování je dobrovolné).

## Etické kodexy novinářů
Existuje mnoho různých novinářských etických kodexů, ale základ je většinou společný, jejich vzájemné odlišnosti spočívají spíše v konkrétnosti a přísnosti. Dokumenty zdůrazňují zejména:
- právo čtenáře na úplné, pravdivé a nezkreslené informace a právo znát původ těchto informací
- povinnost novináře odolávat nátlakům a střetům zájmů
- požadavky na profesionalitu, osobní zodpovědnost a neúplatnost
- důvěryhodnost, serióznost novináře i novin
- citlivý přístup (např. k pozůstalým, k dětem, k obviněným apod.)

### Obvyklá porušení etického kodexu novináře
Mezi častá porušení patří špatné zdrojování nebo dokonce plagiátorství. Dále přijímání úplatků nebo darů, v některých případech stranění určité skupině na úkor jiné. Ve fotografii pak například neuctivé nebo necitlivé zobrazení osoby, manipulace s obrazem apod.